# Генчо Пирьов
Генчо Димитров Пирьов е български педагог. Преподавателската и научната му дейност е в сферата на педагогическите и психологическите науки. Член-кореспондент на БАН.

## Биография
Роден е на 24 ноември 1901 г. в Казанлък. Като ученик Генчо Пирьов посещава събрания на анархисти, дъновисти, но изявява особено предпочитание към мирогледа на Толстой и се превръща в негов последовател. Става учител в село Оризово, Чирпанско.
След това записва да следва философия, която тогава е заедно с педагогиката. Най-голямо влияние върху личността му има професор Димитър Кацаров, с чиято помощ той се насочва към философията на психологията. Проф. Кацаров успява да издейства на Генчо Пирьов и стипендия за специализация в САЩ (1925 – 1927). Запознава се със световните светила на педагогиката и психологията като Джон Дюи и Едуард Торндайк и прави редица проучвания, които по-късно лягат в основата на бъдещите му изследвания.
След като се връща, се оженва и започва да преподава в Американския колеж в Симеоново, където по негова идея се преподава и социология.
През 1933 г. Пирьов постъпва на работа в Министерството на просветата като подначалник на Културното отделение. Пирьов е основател и ръководител на катедра „Психология“ в Софийския университет (1964 – 1971 г.) и директор на Института по педагогика.
В работата му се очертават два периода: началния – с трудове по педагогика, и по-късен  – с публикации предимно на психологически теми.  Научният му принос е огромен: в областта на теорията и методиката на образованието, на общата, експерименталната, възрастовата, педагогическата и когнитивната психология, на семейното и общественото възпитание и възпитанието на личността. Издал над 40 книги, има 14 монографии, над 1000 публикации, които са посветени както на основни проблеми от психологията и педагогиката, така и на редица въпроси от живота. Между деветдесетата и стотната си годишнина професорът пише и издава десет книги. Най-значителният му труд е „Психологията, фундаментална наука за човека“.
През 1958 г. е избран за член-кореспондент на БАН.
През 2001 г. е удостоен с орден „Стара планина“.
Умира на 2 януари 2002 г.